# Магдалена Вентура с мужем и сыном
«Магдалена Вентура с мужем и сыном» или «Бородатая женщина» — картина Риберы. Написана в 1631 году маслом на холсте. Является частью коллекции герцогов Мединасели (Fundación Casa Ducal de Medinaceli) и выставлена в музее Госпиталь Тавера в Толедо.

## Описание
На картине изображено, как Магдалена Вентура стоит, кормя своего ребёнка. За ней, в тени, находится её муж, а справа — две стелы. На верхней части перечислены подробности их семейной истории на латыни, где говорится, что Магдалена Вентура «Чудо природы». Полный текст на верхней части стелы:
EN MAGNV[M] NATVRAE / MIRACVLVM / MAGDALENA VENTVRA EX- / OPPIDO ACVMVLI APVD / SAMNITES VVLGO, EL A-/ BRVZZO REGNI, NEAPOLI-/ TANI ANNVRVM 52 ET / QVOD INSOLENS EST CV[M] / ANNVM 37 AGERET COE- / PIT PUBESCERE EOQVE / BARBA DEMISSA AC PRO- / LIXA EST VI POTIVS
Как объясняет вторая стела с надписью, чудо заключается не только в этой необычной женщине и её истории о бороде, но также в её фертильности и работе художника и гордого владельца, который заказал её. Полный текст нижней стелы:
ALCIVIOS MAGISTRI BARBATI / ESSE VIDEATVR QVAM MV- / LIERIS QVAE TRES FILIOS / ANTE AMISERIT QVOS EX / VIRO SVO FELICI DE AMICI / QVEM ADESSE VIDES HA- / BVERAT. JOSEPHVS DE RIBERA HIS- / PANVS CHRISTI CRVCE / INSIGNITVS SVI TEM-/ PORIS ALTER APELLES / IVSSV FERDINANDE II / DVCIS III DE ALCALA NEAPOLI PROREGIS AD / VIVVM MIRE DEPINXIT / XIIIJ KALEND. MART. / ANNO MDCXXXI
Картина упоминалась в дневниках разных периодов. Всё, что известно о Магдалене сегодня, получено из этих цитат и документов, относящихся к самой картине. Стела утверждает, что Магдалене Вентуре было 52 года, а волосы на лице у неё начали расти в 37 лет. У неё было по крайней мере два других ребёнка, и она была из города в провинции Абруцци.